# Noch mehr Abenteuer der Familie Robinson in der Wildnis
Noch mehr Abenteuer der Familie Robinson in der Wildnis ist ein Abenteuerfilm, der 1979 von Jack Couffer inszeniert wurde.
Es ist der dritte Film nach Die Abenteuer der Familie Robinson in der Wildnis (1975) und Weitere Abenteuer der Familie Robinson in der Wildnis (1978).

## Handlung
Ein paar Monate sind vergangen und der Sommer längst angebrochen.
Gerade als Familie Robinson ihren Garten vor dem Haus anlegen will, kreist ein Hubschrauber über ihnen, der zu einem Kontrollflug eingesetzt ist. Nach wenigen Augenblicken verschwindet dieser jedoch am Horizont.
Einige Zeit später fliegt der Hubschrauber erneut über dem Gebiet und landet schließlich vor der Blockhütte der Familie. Der Forstbeamte Brooks zieht Erkundigungen über das Anwesen ein und teilt der Familie mit, dass sie sich darauf gefasst machen müssen, von der Parzelle im Schutzgebiet verwiesen zu werden. Grund hierfür, so führt der Beamte an, ist die Sachlage, dass seit zwei Jahren keine Mineralien vom Vorbesitzer vorgewiesen werden können, da dieser verstorben sei. Mit diesem Hinweis verabschiedet sich der Beamte ohne ein weiteres Wort und lässt die Familie mit dieser Sorge zurück.
Die Robinsons geraten über diesen neuen Umstand nicht nur in Sorge, sondern auch in Angst.
Ihre Sorgenfalten werden aber in den kommenden Tagen und Wochen nicht kleiner.
Ein schweres Unwetter verwüstet den gerade angelegten Garten, und auch das Dach der Blockhütte bleibt davon nicht ganz unverschont.
Pat kommt hierüber ins Verzweifeln, sieht sie doch ihre ganze Arbeit mit einem Mal ausgelöscht. Zudem plagt sie die Ungewissheit, weil sie die Nachricht erhielt, dass ihre Mutter krank sei und sie nicht wisse, wie es ihr wirklich geht.
Sie bittet ihren Mann, sie für einige Zeit zu entbehren, um Abstand zu gewinnen und sich darüber klar zu werden, ob sie weiterhin in der Wildnis leben will.
Sie verlässt daraufhin die Familie und das Haus.
Der Vater und die Kinder machen sich am nächsten Tag frisch ans Werk und richten den Garten wieder her. Außerdem wird das Dach ausgebessert.
Kurz darauf bemerkt Toby einen Raben, als er in seinem Baumhaus gerade gemütlich ein Buch liest. Der Rabe klaut einen Bleistift und fliegt mit ihm davon. Toby jagt ihm wutentbrannt hinterher. Als er sieht, dass der Rabe auf der Felsspitze am Nest landet, zögert er keinen Moment und erklimmt die steile Wand. Oben angekommen findet er den Stift und auch seine Flöte, die ihm Boomer vor einiger Zeit geschenkt hatte.
Als er umkehren will, verkennt er seine Lage und bleibt am Felsen stehen, weil ihm schwindlig ist. Der Hund Kress, der ihm hinterhergerannt ist, läuft zurück, und Jenny wird auf ihn aufmerksam. Er führt sie an den Felsen, und Jenny erkennt die Gefahr, in der ihr kleiner Bruder schwebt. Sofort alarmiert sie den Vater. Gemeinsam laufen sie zum Felsen zurück. Der Vater, der selbst unter Höhenangst leidet, kann seinen Sohn in letzter Minute glücklich retten, erteilt ihm aber eine gehörige Lektion.
Am Abend haben Skip und Jenny ein Gespräch, das Toby aus seinem Schlaflager belauscht.
Der Vater bedeutet seiner Tochter, dass er bald zu einer Entscheidung finden muss, sollte ihre Mutter nicht bald wieder zurückkommen.
Am nächsten Morgen schleicht Toby sich mit dem Hund davon und begibt sich auf die Suche nach Boomer. Sein Vater und seine Schwester nehmen bald die Suche nach ihm auf und können ihn am späten Abend in einem Wald finden, als Wölfe gerade versuchen, eine Attacke auf den Hund und Toby zu schlagen. Noch rechtzeitig kommen die zwei ihm zu Hilfe.
Toby entschuldigt sich mit den Worten, dass er Boomer suchen wollte, gerade weil ihm seine Mutter so sehr fehlt.
Kurze Zeit später kehrt die Mutter zurück, doch die Sorgen werden wieder etwas größer, als bald auch der Forstbeamte erneut auftaucht. Er überreicht den Robinsons einen Erlass und fordert sie auf, die Parzelle zu räumen und alles in seinen ursprünglichen Zustand zurückzuversetzen oder aber nachzuweisen, dass sie Mineralien besitzen. Danach verschwindet er wieder.
Die Familie beginnt daraufhin an einem Bach Gold zu waschen. doch ihre Ausbeute ist eher dürftig. Wie gerufen erscheint beim Nachhauseweg ihr Freund Boomer.
Gemeinsam beratschlagen sie, was nun zu tun sei. Sie gründen eine Firma und wollen nun ihr Glück über die Schürfrechte nutzen, sollten sie auf Mineralien stoßen.
Gerade als sie aufbrechen wollen, ist der Forstbeamte wieder im Anflug, während Boomer sich schon auf den Weg macht.
Der Beamte gibt zu verstehen, dass er sie nun ausweisen wird und die Parzelle abgerissen wird. Doch Skip gibt noch nicht klein bei und verweist auf die Mineraliensuche.
Brooks lässt sich nicht erweichen und startet seinen Hubschrauber. Als er schon eine kleine Höhe erreicht hat, gibt es plötzlich Probleme und die Tanks explodieren. Daraufhin stürzt der Beamte ab und die Robinsons können ihn mit letzter Kraft bergen. Sie bringen ihn ins Haus und verarzten ihn dort.
Am Abend kommt aufgeregt Boomers Eselin zu den Robinsons. Sie spüren sofort, dass etwas nicht stimmt und brechen schnell auf, um Boomer zu suchen.
Am Morgen finden sie ihn in der alten Mine von Onkel Jake, dem Vorbesitzer der Parzelle. Skip kann den verschütteten Boomer in letzter Sekunde retten und auch Boomer hat etwas Rettendes dabei – Quarz, ein Mineral, das er in der Mine fand.
Unterdessen klagt Pat dem Beamten unter Tränen ihr Leid und bittet ihn rührselig, darüber nachzudenken, was der Verlust ihres Hab und Gutes bedeutet.
Skip kommt bald mit den Kindern und Boomer zurück. Der Beamte prüft das Gestein, kann aber nicht wirklich etwas Verwertbares daran finden, meint aber, es bestehe durchaus die Möglichkeit und glaubt an eine Spur, eine Chance. Er bittet darum, dass die Familie ihm jedes Jahr einmal qualifizierte Schürfergebnisse vorlegt und gestattet ihnen, vorerst bleiben zu dürfen.
Überschwänglich feiert die Familie mit Boomer und den Tieren, die bei ihnen leben, ihren Sieg.